# 小行星21511
小行星21511（21511 Chiardola）是一颗绕太阳运转的小行星，为主小行星带小行星。该小行星于1998年5月22日发现。

## 轨道参数
小行星21511的轨道半长轴为2.2701957 UA，离心率为0.105。